# Undécimo Grado
Undécimo Grado, Undécimo Curso, Undécimo Año , Undécimo o simplemente Grado 11 es un curso educativo preuniversitario. Según el sistema educativo de cada país, la denominación exacta puede seguir la misma numeración que la iniciada en los cursos de primaria (con lo que sería el undécimo curso) o bien puede seguir la numeración correspondiente a los cursos de secundaria (por ejemplo, Quinto de Secundaria) o incluso puede iniciar una nueva numeración correspondiente a los cursos de bachillerato (por ejemplo, Segundo de Bachillerato).

## Espacios curriculares comunes
- En Matemáticas se repasan los temas del año anterior y sistema sexagesimal.
- En Lengua se repasa lo del año anterior.
- En Biología se enseña ecología y educación sexual.
- En Química se enseña sales, estequiometría, las leyes de Dalton, Rutherford, Richter, Proust, Avogadro. En Venezuela, se enseña específicamente química orgánica.
- En Física se enseña velocidad, aceleración.

## Denominación
- Bolivia: «Quinto de Secundaria»
- Chile: «Tercero medio»(desde 2025 Quinto Medio)[cita requerida]
- España: «Primero de Bachillerato»
- Japón: «Segundo de educación superior» (ver High school)
- Perú: «Quinto Año»
- Argentina: «Quinto Año»
- Colombia: «Once» «Último año» «Bachillerato»
- Venezuela: «Quinto Año» «Segundo de Ciencias»